# 新米赫莱
新米赫莱是德国图林根州的一个市镇。总面积8.38平方公里，总人口384人，其中男性202人，女性182人（2011年12月31日），人口密度46人/平方公里。